# 447 до н. е.

## Події
- консули Риму Марк Геганій Мацерін та Гай Юлій Юл
- (близько цього) смерть Терея Одріського, царство наслідують Сіталк та Спарадок, останній незабаром тікає до Скіла.

### У Греції
- 83 олімпіада, рік другий
- Давньогрецький драматург Ахей Еретрійський[1] написав свою першу трагедію.[2]
- Афінський стратег Перикл доручив своєму другові, скульптору Фідію розпочати спорудження нового комплексу будівель Акрополя.[3]
- битва біля Коронеї. Поразка афінян, визнання Афінами незалежності Беотійських полісів.